# Callitriche lusitanica
Callitriche lusitanica är en grobladsväxtart som beskrevs av Schotsman. Callitriche lusitanica ingår i släktet lånkar, och familjen grobladsväxter. Inga underarter finns listade i Catalogue of Life.